# Aseri (Gemeinde)
Die Landgemeinde Aseri (Aseri vald) ist eine ehemalige Landgemeinde im Kreis Ida-Viru im Nordosten Estlands. Sie wurde 2017 zur Gemeinde Viru-Nigula im Kreis Lääne-Viru hinzugefügt.

## Beschreibung
Aseri lag etwa 30 km von der Stadt Kohtla-Järve entfernt. Die Landgemeinde lag direkt am Finnischen Meerbusen.
Die Fläche der Landgemeinde betrug 67,1 km². Darin lebten 1956 Einwohner (Stand 10. Januar 2012).
30 % der Gemeindefläche waren von Wald bedeckt. Die unberührte Natur lädt zu Wanderungen ein, besonders an der Ostseeküste.

## Dörfer

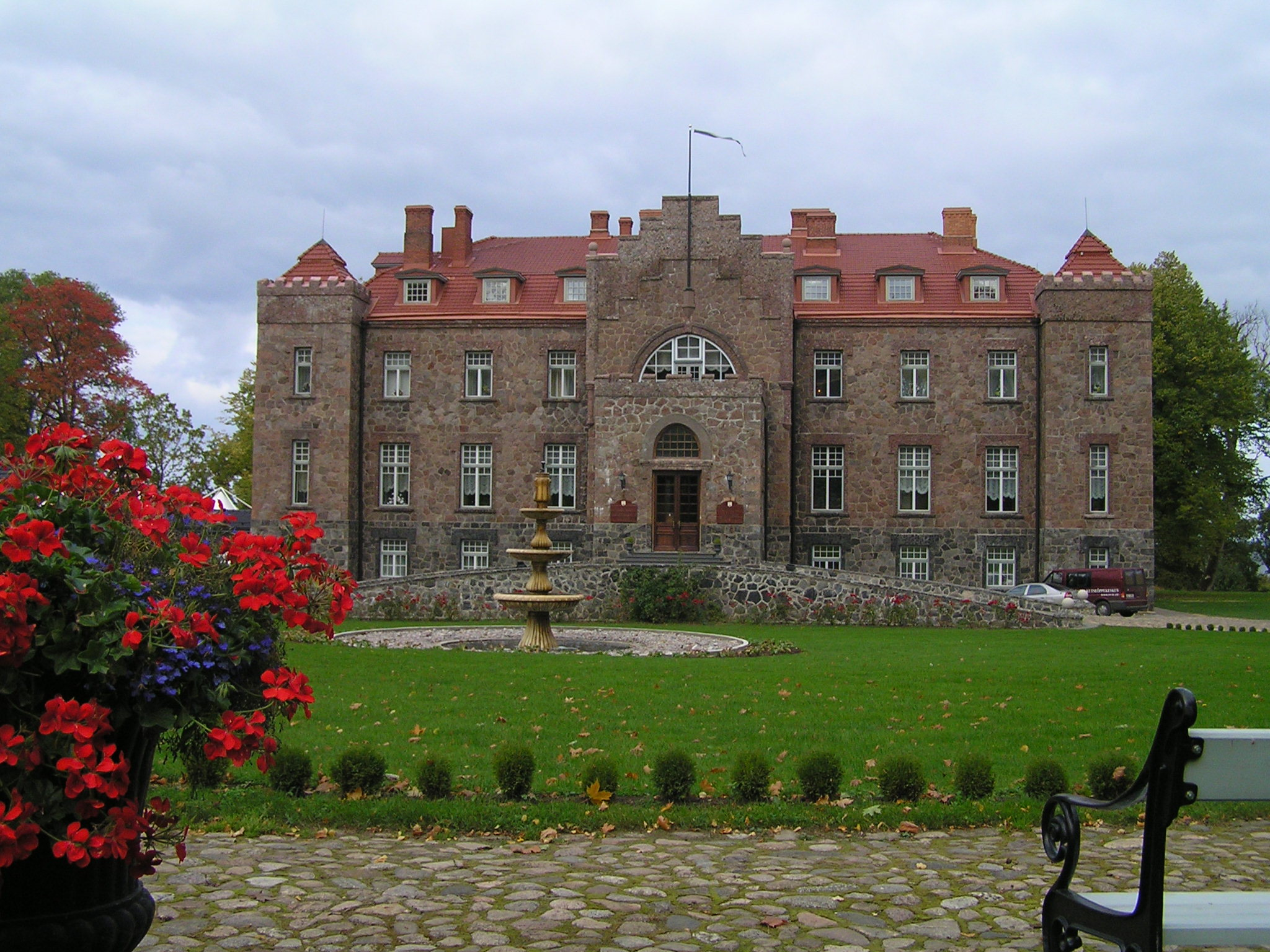
Gutshaus von Kalvi

Neben dem Hauptort Aseri gehörten zur Landgemeinde die Dörfer Aseriaru, Kalvi, Kestla, Koogu, Kõrkküla, Kõrtsialuse, Oru und Rannu.

## Geschichte
Die ersten Siedlungen der Umgebung, in Ost-Wierland, wurden bereits 1241 im Liber Census Daniae urkundlich erwähnt.
Nach dem Toponym Aseri nannte sich auch die ab spätestens 1396 urkundlich genannte und im 17. Jahrhundert erloschene Adelsfamilie Asserien/Asserye.
Besondere wirtschaftliche Bedeutung erlangte Aseri erst durch eine Zementfabrik, die zwischen 1899 und 1905 gebaut wurde, sowie durch die Ziegelfabrik Saue (ab 1920).

## Kultur und Sehenswürdigkeiten
Besonders sehenswert ist das Gutshaus von Kalvi. 1908 bis 1914 wurde das heutige Hauptgebäude errichtet. Es wurde Anfang 2000 durch ein dänisches Unternehmen renoviert und zum Luxushotel umgebaut.